# Абраам Дюкен
Маркиз Абраам Дюкен (на френски: Abraham Duquesne; * 1610, Диеп, Франция; † 2 февруари 1688, Париж, Франция) е френски адмирал, служил и на Швеция.

## Живот
Роден е в Диеп през 1610 г. Отраснал в пристанищен град, син на виден морски чиновник, той става моряк още на 17-годишна възраст. Като младеж плава на търговски кораби и първото му участие в морско сражение е превземането на остров Леринс (май 1637). Приблизително по същото време баща му е убит заради дългове от испанците и това събужда у Дюкен лична ненавист към националния враг. През следващите 5 години търси всякакви начини да нанася поражения и унижения на испанския военноморски флот и се отличава в сраженията при Гуетария (1638), експедицията срещу Ла Коруня (1639), битката при Тарагона (1641), Барселона (1642) и Кабо де Гата (виж Френско-испанска война).
Френският военноморски флот е намален по времето на Мазарини и Дюкен предлага услугите си на краля на Швеция, който го прави вицеадмирал през 1643 г. Като такъв по време на войната с Дания от 1643 – 1645 г. той побеждава датския флот при Гьотеборг и пробива обсадата на града. Датчаните се връщат във войната под командването на самия крал Кристиан IV, но отново са победени, адмиралът им е убит, а корабът му е пленен. През 1645 г. Дания и Швеция сключват мирен договор и Дюкен се завръща във Франция.
Въстанието в Бордо, поддържано финансово от Испания, го кара да служи отново на страната си и да задоволи омразата си към испанците. През 1650 г. със собствени средства се снабдява с ескадра, с която блокира устието на залива Жиронда и принуждава Бордо да се предаде. За тези си заслуги той става пер и получава замък и остров Индре, близо до Нант. Когато се сключва Пиренейският договор през 1659 г., Дюкен се заема с прочистването на Западното Средиземноморие от пирати.
Дюкен обаче се прочува най-много с участието си в Холандската война (1672 – 1678). След избухването на Месинското въстание в Сицилия през 1674 г. той е изпратен да поддържа въстаниците и трябва да се изправи срещу обединените флоти на Испания и Нидерландия, под командването на адмирал Де Ройтер. След няколко битки, в които френският флот има преимущество (най-важната при Стромболи през януари 1676), на 20 април 1676 г. се състои решителният сблъсък близо до Катания. Нидерландският флот е напълно сразен, което се дължи донякъде на обстоятелството, че Де Ройтер е тежко ранен от оръдеен снаряд и скоро умира. Останалите нидерландски кораби са изгорени в пристанището Огоста край Палермо, където са потърсили убежище, а французите си осигуряват безспорна хегемония в Средиземно море. За тези заслуги Дюкен получава писмо с благодарности от крал Луи XIV и титлата маркиз на Буше.
Последните му постижения са бомбардировките на Алжир (1682 – 1683), за да бъдат спасени християнските пленници и бомбардировката на Генуа през 1684 г. В тези операции под негово командване служи следващият голям адмирал на Франция – Ан дьо Турвил. Същата година се оттегля от военна служба на 74-годишна възраст и в недобро здраве. След отмяната на Нантския едикт той получава право да запази хугенотското си вероизповедание. Умира в Париж на 2 февруари 1688 г.